# Торо південний
То́ро південний (Phyllastrephus terrestris) — вид горобцеподібних птахів родини бюльбюлевих (Pycnonotidae). Мешкає в Східній і Південній Африці.

## Підвиди
Виділяють чотири підвиди:
- P. t. suahelicus Reichenow, 1904 — від південного Сомалі до північного Мозамбіку;
- P. t. intermedius Gunning & Roberts, 1911 — південь Зімбабве, південь Мозамбіку, схід ПАР;
- P. t. rhodesiae Roberts, 1917 — південно-західна Ангола, Замбія, південь ДР Конго, південно-західна Танзанія, північна Ботсвана, північ Зімбабве і північний схід Мозамбіку;
- P. t. terrestris Swainson, 1837 — схід і південь ПАР.

## Поширення і екологія
Південні торо живуть в рівнинних і гірських тропічних лісах і чагарникових заростях.